# فیبروز ریوی ایدیوپاتیک
فیبروز ریوی ایدیوپاتیک (انگلیسی: Idiopathic pulmonary fibrosis) یا تباهی نایافته‌علت رشته‌های شُش، شایع‌ترین نوع فیبروز ریه را تشکیل می‌دهد. این بیماری مزمن و کشنده با پیشرفت تدریجی بافت فساد الیاف (فیبروز) در شش‌ها و کاهش توان تبادل اکسیژن شش مشخص می‌شود.
این بیماری در زمره بیماری‌های نایافته‌علت (ایدیوپاتیک) قرار داشته‌است، اما پژوهش‌های جدید در مورد علت آن کشفیاتی داشته‌اند.
پژوهشی تازه نشان می‌دهد کوتاه شدن تلومرها که کلاهک‌های محافظتی پایانه دی‌ان‌ای هستند، با افزایش خطر ابتلا به فیبروز ریوی ایدیوپاتیک در ارتباط است. پژوهشگران با استفاده از یک روش پیچیده موسوم به «تصادفی سازی مندلی»، شواهدی یافته‌اند که نشان می‌دهد این تلومرهای کوتاه می‌توانند به بروز فیبروز ریوی ایدیوپاتیک منجر شوند. در مقابل، خود این بیماری نیز می‌تواند به کوتاه شدن تلومر بینجامد.